# Обыкновенные лемуры
Обыкновенные лемуры или маки  (лат. Eulemur) — род млекопитающих из семейства лемуровых (Lemuridae). Эти приматы среднего размера обитают исключительно на Мадагаскаре.
Мех настоящих лемуров длинный и обычно красновато-коричневый. В окраске часто проявляется половой диморфизм (например, у чёрных лемуров). Размеры тела от 30 до 50 см в длину, хвост такой же длины, или даже существенно длиннее тела. Вес от 2 до 4 кг.
Настоящие лемуры преимущественно лесные обитатели, ведущие дневной образ жизни. Некоторые виды предпочитают влажные леса, другие живут в сухих. Эти животные превосходно лазают и могут пересекать большие дистанции, перепрыгивая с дерева на дерево. Не приспособленный для хватания хвост используется при этом для балансировки. На земле эти животные передвигаются почти всегда на всех четырёх конечностях. Живут группами от 2 до 15 особей.
Настоящие лемуры почти исключительно травоядны: они питаются цветами, фруктами, листьями, однако в неволе известны примеры питания насекомыми.
Период беременности составляет 125 дней. На протяжении лета или ранней осенью (незадолго до начала дождливого сезона) самки приносят потомство — обычно двух детёнышей. Малыши крепко цепляются за мех матери, когда становятся старше, переползают к ней на спину. Примерно через 5 месяцев прекращается грудное кормление, а в 18 месяцев они уже взрослые животные. Продолжительность жизни оценивается в 18 лет, в неволе может быть больше.

## Виды
В роде обыкновенных лемуров 12 видов: 
- Чёрный лемур (Eulemur macaco)
- Бурый лемур (Eulemur fulvus)
- Белолобый лемур (Eulemur albifrons)
- Краснолобый лемур (Eulemur rufus)
- Рыжебрюхий лемур (Eulemur rubriventer)
- Венценосный лемур (Eulemur coronatus)
- Мангустовый лемур (Eulemur mongoz)
- Лемур Санфорда (Eulemur sanfordi)
- Eulemur flavifrons
- Eulemur cinereiceps
- Eulemur collaris
- Eulemur rufifrons